# Die PS-Profis
Die PS-Profis – Mehr Power aus dem Pott war eine in Deutschland produzierte, erstmals 2009 auf dem Sender DSF, und von 2010 bis 2017 auf Sport1 ausgestrahlte Autosendung mit Unterhaltungscharakter. Die Handlung des Fernsehformates besteht darin, dass die beiden im Ruhrpott verwurzelten Protagonisten – Sidney Hoffmann und Jean Pierre Kraemer – im Auftrag eines Kunden einen bestimmten Autotyp auf dem Gebrauchtwagen-Markt finden und ggf. tunen. Hoffmann und Kraemer sind beide in der Autotuningbranche unternehmerisch tätig.

## Moderatoren
Hoffmann und Kraemer waren Inhaber der 2007 gegründeten Firma Five Star Performance GmbH in Dortmund, in deren Geschäfts- und Werkstatträumen die Serie gedreht wird. Im Jahr 2009 erhielten sie vom damaligen Sender DSF (heute Sport 1) den Auftrag, ein Fahrzeug für ein Autorennen vorzubereiten. Im Anschluss daran wurde ihnen von einem Produzenten von Focus TV eine eigene Sendung angeboten. Nachdem der Pilotfilm zu Weihnachten 2009 erfolgreich ausgestrahlt worden war, wurden 2010 zwei Staffeln gedreht; die erste wurde ab 14. April 2010 zunächst dreimal wöchentlich, dann vierzehntäglich ausgestrahlt und umfasste neun Folgen. Für 2011 und 2012 wurden zwei weitere Staffeln geplant.
Nach eigenen Angaben basiert der Verlauf der Sendung nicht auf einem Drehbuch. Allerdings haben aufmerksame Zuseher bemerkt, dass angeblich im Kundenauftrag gekaufte Fahrzeuge auch nach der Sendung weiterhin bei dem in der Sendung vorgestellten Händler zum Verkauf standen, z. B. ein Mercedes SEC in der Folge 109. Daher kann der Verdacht auf ein vorgegebenes Drehbuch aufkommen, in dem auch die Kundenrollen von Schauspielern übernommen werden. Allerdings kann die Situation auch insoweit erklärt werden, dass beispielsweise dem Käufer ein Rücktritt gewährt wurde.
Am 2. Mai 2012 gaben die „PS Profis“ Hoffmann und Kraemer via Facebook bekannt, dass sich ihre beruflichen Wege trennen werden. Die letzte gemeinsam moderierte Sendung nach Bekanntgabe der Trennung wurde am 23. Mai 2012 auf Sport 1 ausgestrahlt. Seit dem 20. Juni 2012 und der Erstausstrahlung der Folge 47 moderierte daraufhin Jean-Pierre Kraemer allein die neue Staffel. Sidney Hoffmann kehrte jedoch in Folge 53 wieder zurück, so dass das Duo wieder vereint agiert. Die erste neue gemeinsame Folge lief am 19. September 2012 auf Sport 1. Nun haben beide ihre eigenen Firmen: Sidney Hoffmann: Sidney Industries Dortmund, Jean Pierre Kraemer: JP Performance.
2017 stieg Kraemer aus der Sendung aus. Das Konzept der Sendung wurde überarbeitet. Im Vordergrund steht nun unter dem neuen Titel „PS Profis – Im Einsatz“ nicht mehr die Suche nach einem passenden Gebrauchtwagen, sondern das Tuning von Zuschauerfahrzeugen.

## Simulcast in einer HD-Variante
Die Sendung wird auch als Simulcast auf Sport 1 HD in einer Auflösung von 1920 × 1080 Pixeln ausgestrahlt.

## Rezension
Das GQ Magazin lobt: „‚Die PS-Profis‘ liefern großartiges Fernsehen“.

## Ähnliche Sendungen
Seit 2014 gibt es den Ableger Die PS-Profis – Wien, der in der österreichischen Bundeshauptstadt Wien situiert ist und von Knud Tiroch und Charles Kofi moderiert wird. Das Prinzip der Sendung folgt dem Schema der deutschen Version, die Autosuche beschränkt sich derzeit ausschließlich auf das östliche Österreich.
Die ab 2003 in Großbritannien auf Discovery Channel gesendete Fernsehserie Wheeler Dealers, die sich ebenfalls mit dem Ankauf von Gebrauchtwagen, im Gegensatz zu den PS-Profis aber auch deren Instandsetzung beschäftigt, wurde in Deutschland bereits 2009 als Die Gebrauchtwagen-Profis: Neuer Glanz für alte Kisten auf DMAX ausgestrahlt.
Zudem gab es die sehr ähnliche Sendung Der Checker auf DMAX, in der allerdings das Auto vom Moderator selbst ausgesucht wurde.